# Halowe Mistrzostwa Europy w Lekkoatletyce 1973
IV Halowe Mistrzostwa Europy odbyły się 10–11 marca 1973 w Rotterdamie w hali Ahoy.

## Wyniki zawodów

### Mężczyźni

#### Konkurencje biegowe
| konkurencja                           | złoto                                                                                 | złoto      | srebro                                                                      | srebro  | brąz                                                                        | brąz    |
| ------------------------------------- | ------------------------------------------------------------------------------------- | ---------- | --------------------------------------------------------------------------- | ------- | --------------------------------------------------------------------------- | ------- |
| Bieg na 60 m (szczegóły)              | Zenon Nowosz · Polska                                                                 | 6,64       | Manfred Kokot · NRD                                                         | 6,66    | Raimo Vilén · Finlandia                                                     | 6,71    |
| Bieg na 400 m (szczegóły)             | Luciano Sušanj · Jugosławia                                                           | 46,38 WR   | Benno Stops · NRD                                                           | 47,31   | Dariusz Podobas · Polska                                                    | 47,40   |
| Bieg na 800 m (szczegóły)             | Francis Gonzalez · Francja                                                            | 1:49,17    | Gerhard Stolle · NRD                                                        | 1:49,32 | Jozef Plachý · Czechosłowacja                                               | 1:49,50 |
| Bieg na 1500 m (szczegóły)            | Henryk Szordykowski · Polska                                                          | 3:43,01    | Herman Mignon · Belgia                                                      | 3:43,16 | Klaus-Peter Justus · NRD                                                    | 3:43,36 |
| Bieg na 3000 m (szczegóły)            | Emiel Puttemans · Belgia                                                              | 7:44,51 CR | Willy Polleunis · Belgia                                                    | 7:51,86 | Pekka Päivärinta · Finlandia                                                | 7:52,97 |
| Bieg na 60 m przez płotki (szczegóły) | Frank Siebeck · NRD                                                                   | 7,71 CR    | Adam Galant · Polska                                                        | 7,76    | Thomas Munkelt · NRD                                                        | 7,81    |
| Sztafeta 4 × 2 okrążenia (szczegóły)  | Francja · Lucien Sainte-Rose · Patrick Salvador · Francis Kerbiriou · Lionel Malingre | 2:46,00    | RFN · Falko Geiger · Karl Honz · Ulrich Reich · Hermann Köhler              | 2:46,42 | –                                                                           | –       |
| Sztafeta 4 × 4 okrążenia (szczegóły)  | RFN · Reinhold Soyka · Josef Schmid · Thomas Wessinghage · Paul-Heinz Wellmann        | 6:21,58    | Czechosłowacja · Ivan Kováč · Jozef Samborský · Jozef Plachý · Ján Šišovský | 6:21,60 | Polska · Krzysztof Linkowski · Lesław Zając · Czesław Jursza · Henryk Sapko | 6:26,95 |

#### Konkurencje techniczne
| konkurencja                | złoto                            | złoto | srebro                          | srebro | brąz                           | brąz  |
| -------------------------- | -------------------------------- | ----- | ------------------------------- | ------ | ------------------------------ | ----- |
| Skok wzwyż (szczegóły)     | István Major · Węgry             | 2,20  | Jiří Palkovský · Czechosłowacja | 2,20   | Wasilios Papadimitriu · Grecja | 2,17  |
| Skok o tyczce (szczegóły)  | Renato Dionisi · Włochy          | 5,40  | Hans-Jürgen Ziegler · RFN       | 5,35   | Jean-Michel Bellot · Francja   | 5,30  |
| Skok w dal (szczegóły)     | Hans Baumgartner · RFN           | 7,85  | Max Klauß · NRD                 | 7,83   | Grzegorz Cybulski · Polska     | 7,81  |
| Trójskok (szczegóły)       | Carol Corbu · Rumunia            | 16,80 | Michał Joachimowski · Polska    | 16,75  | Michaił Bariban · ZSRR         | 16,38 |
| Pchnięcie kulą (szczegóły) | Jaroslav Brabec · Czechosłowacja | 20,29 | Gerd Lochmann · NRD             | 20,12  | Jaromír Vlk · Czechosłowacja   | 19,68 |

### Kobiety

#### Konkurencje biegowe
| konkurencja                           | złoto                                                                     | złoto      | srebro                                                                         | srebro  | brąz                                                                                 | brąz    |
| ------------------------------------- | ------------------------------------------------------------------------- | ---------- | ------------------------------------------------------------------------------ | ------- | ------------------------------------------------------------------------------------ | ------- |
| Bieg na 60 m (szczegóły)              | Annegret Richter · RFN                                                    | 7,27 WR    | Petra Kandarr · NRD                                                            | 7,29    | Sylviane Telliez · Francja                                                           | 7,32    |
| Bieg na 400 m (szczegóły)             | Verona Bernard · Wielka Brytania                                          | 53,04 WR   | Waltraud Dietsch · NRD                                                         | 53,35   | Renate Siebach · NRD                                                                 | 53,49   |
| Bieg na 800 m (szczegóły)             | Stefka Jordanowa · Bułgaria                                               | 2:02,65 WR | Elfi Rost · NRD                                                                | 2:02,83 | Elżbieta Skowrońska · Polska                                                         | 2:02,90 |
| Bieg na 1500 m (szczegóły)            | Ellen Tittel · RFN                                                        | 4:16,17    | Tonka Petrowa · Bułgaria                                                       | 4:17,20 | Iris Claus · NRD                                                                     | 4:21,49 |
| Bieg na 60 m przez płotki (szczegóły) | Annelie Ehrhardt · NRD                                                    | 8,02 WR    | Valeria Bufanu · Rumunia                                                       | 8,16    | Teresa Nowak · Polska                                                                | 8,23    |
| Sztafeta 4 × 1 okrążenie (szczegóły)  | RFN · Christiane Krause · Annegret Richter · Inge Helten · Rita Wilden    | 1:24,15    | Austria · Brigitte Haest · Christa Kepplinger · Carmen Mähr · Karoline Käfer   | 1:28,33 | –                                                                                    | –       |
| Sztafeta 4 × 2 okrążenia (szczegóły)  | RFN · Dagmar Jost · Erika Weinstein · Annelie Wilden · Gisela Ellenberger | 3:10,85    | Francja · Colette Besson · Chantal Jouvhomme · Chantal Leclerc · Nicole Duclos | 3:11,20 | Polska · Danuta Manowiecka · Marta Skrzypińska · Krystyna Kacperczyk · Danuta Piecyk | 3:11,65 |

#### Konkurencje techniczne
| konkurencja                | złoto                               | złoto   | srebro                             | srebro | brąz                              | brąz  |
| -------------------------- | ----------------------------------- | ------- | ---------------------------------- | ------ | --------------------------------- | ----- |
| Skok wzwyż (szczegóły)     | Jordanka Błagoewa · Bułgaria        | 1,92 WR | Rita Gildemeister · NRD            | 1,86   | Milada Karbanová · Czechosłowacja | 1,84  |
| Skok w dal (szczegóły)     | Diana Jorgowa · Bułgaria            | 6,45    | Jarmila Nygrýnová · Czechosłowacja | 6,30   | Mirosława Sarna · Polska          | 6,15  |
| Pchnięcie kulą (szczegóły) | Helena Fibingerová · Czechosłowacja | 19,08   | Ludwika Chewińska · Polska         | 18,29  | Antonina Iwanowa · ZSRR           | 18,25 |

## Klasyfikacja medalowa
| Miejsce | Państwo         | Złoto | Srebro | Brąz | Razem |
| ------- | --------------- | ----- | ------ | ---- | ----- |
| 1.      | RFN             | 6     | 2      | 0    | 8     |
| 2.      | Bułgaria        | 3     | 1      | 0    | 4     |
| 3.      | NRD             | 2     | 9      | 4    | 15    |
| 4.      | Polska          | 2     | 3      | 7    | 12    |
| 5.      | Czechosłowacja  | 2     | 3      | 3    | 8     |
| 6.      | Francja         | 2     | 1      | 2    | 5     |
| 7.      | Belgia          | 1     | 2      | 0    | 0     |
| 8.      | Rumunia         | 1     | 1      | 0    | 2     |
| 9.      | Jugosławia      | 1     | 0      | 0    | 1     |
| 9.      | Węgry           | 1     | 0      | 0    | 1     |
| 9.      | Wielka Brytania | 1     | 0      | 0    | 1     |
| 9.      | Włochy          | 1     | 0      | 0    | 1     |
| 13.     | Austria         | 0     | 1      | 0    | 1     |
| 14.     | Finlandia       | 0     | 0      | 2    | 2     |
| 14.     | ZSRR            | 0     | 0      | 2    | 2     |
| 16.     | Grecja          | 0     | 0      | 1    | 1     |
| Razem   | Razem           | 23    | 23     | 21   | 67    |

## Objaśnienia skrótów
WR – rekord świata
CR – rekord mistrzostw Europy